# Lázaro Borrell
Lázaro Borrell, né le 20 septembre 1972 à Santa Clara à Cuba, est un ancien joueur cubain de basket-ball. Il évolue durant sa carrière au poste d'ailier fort.